# Oberdorf, Solothurn
Oberdorf är en ort och kommun i distriktet Lebern i kantonen Solothurn, Schweiz. Kommunen har 1 859 invånare (2023).